# اولریک ویلبک
اولریک ویلبک (دانمارکی: Ulrik Wilbek؛ زادهٔ ۱۳ آوریل ۱۹۵۸) مربی هندبال اهل دانمارک است.